# Fury (Bobbejaanland)
Fury is een lanceerachtbaan waarbij het treintje drie keer heen en weer over dezelfde lancering komt, in het Belgische pretpark Bobbejaanland in Lichtaart, Kasterlee. Het is de achtste achtbaan van het park en zorgde ervoor dat Bobbejaanland na 20 jaar weer twee achtbanen met inversies bezit.

## Land of Legends
Fury ligt in een nieuw gevormd themagebied waarin ook achtbaan Typhoon en  Sledge Hammer gelegen zijn. Dit gebied, tot 2018 een gebied zonder thema, werd omgebouwd tot Land of Legends waarin elke attractie een van de vier natuurelementen vertegenwoordigt: Fury is vuur, Typhoon wind, Sledgehammer aarde en voor het element water werd een nieuwe waterspeelplaats aangelegd, Naiads Waters. De muziek voor Land of Legends en Fury werd gecomponeerd door het Duitse bedrijf IMAscore.

## Gegevens
Fury is 43 meter hoog en 600 meter lang en haalt een topsnelheid van 106,6 kilometer per uur. Het begin en einde van de baan zijn een spike, een doodlopend stuk baan dat omhoog gaat waarop de trein stilvalt en daarna in de andere richting terugrolt. Deze spikes zitten met een wissel aan de baan bevestigd waardoor de trein na het terugrollen een ander stuk opgaat dan waar hij vandaan kwam. Op die manier kan met meerdere treinen gewerkt worden en kan in het station al een volgende trein gevuld worden terwijl de vorige nog rijdt.
Verder kan het parcours zowel vooruit als achteruit gedaan worden. Net voordat men het basisstation binnengaat, splitst de wachtrij in een linker- en rechtergedeelte. In de linkse wachtrij zal men de rit voorwaarts beleven. In de rechtse wachtrij zal men de rit voorwaarts of achterwaarts beleven, afhankelijk van het grootste aantal stemmen. Iedere passagier heeft knoppen om voor vooruit of achteruit te stemmen. Bij een gelijke stand zal de computer kiezen.

## Records
Bobbejaanland claimde dat Fury de hoogste en steilste triple launch-coaster van de Benelux zou worden met de meeste inversies. Op het moment van de aankondiging stonden in de Benelux nog twee andere triple launch-coasters: Pulsar in Walibi Belgium en Gold Rush in Attractiepark Slagharen. De claims bleken echter niet allemaal te kloppen: op een van de drie aangehaalde eigenschappen blijft Pulsar beter. Pulsar is 45 meter hoog, 90° steil en heeft een topsnelheid van 101 kilometer per uur. Fury helt meer dan 90 graden op de achterwaartse spike, maar is slechts 43 meter hoog. Het hoogterecord blijft dus van Pulsar. Vreemd genoeg werd niet over de lengte gecommuniceerd en haalt Fury wél dat record binnen de Benelux: de voormalige langste triple launch-coaster is Gold Rush met 400 meter.
In 2021 verloor de achtbaan de records van snelste achtbaan van België en de Benelux aan Kondaa.

## Bouw en opening

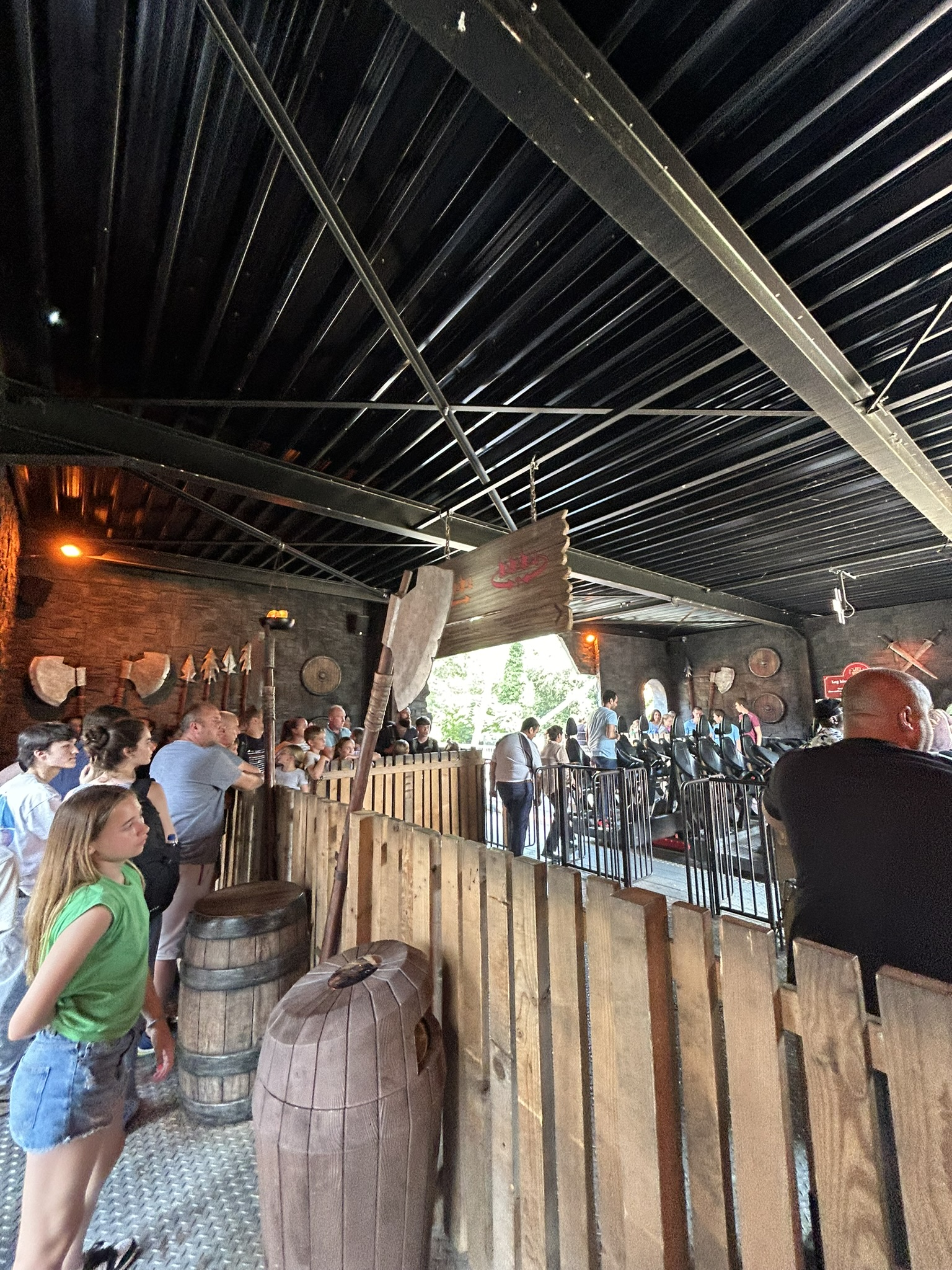
Fury's opstaphal

Met de bouw werd eind 2018 gestart. Nadat eerst de hoogteverschillen in het terrein werden bijgewerkt om de grond bouwrijp te maken, werden in januari 2019 de fundamenten voor de baan gegoten. Doordat Bobbejaanland op een voormalig moerasgebied ligt, gaan de fundamenten zeer diep de grond in. Half februari volgde een persconferentie met onthulling van naam en thema van de nieuwe zone. In maart-april werden de eerste steunpilaren overeind gezet, en een kleine drie maanden later, op 24 mei, werd het laatste stuk van de baan geplaatst. De opening ging door op 23 juni, de officiële ceremonie vond de avond voordien plaats.
Afbeeldingen